# Georges Karađorđević (1887-1972)
Titre
Prince héritier de Serbie
15 juin 1903 – 27 mars 1909
(5 ans, 9 mois et 12 jours)
Georges (Đorđe) Karađorđević (Cetinje, 26 août 1887 – Belgrade, 17 octobre 1972), est le fils aîné du roi Pierre Ier de Serbie et de son épouse Zorka, fille du roi du Monténégro Nicolas Ier. Il perd ses droits au trône en 1909, après avoir battu à mort son valet.

## Biographie
Né à Cetinje, où il passe une partie de son enfance (à l'époque son père vivait en exil, car en Serbie règne la dynastie rivale des Obrenović), il fait ses études en Russie.
Après l'assassinat du roi Alexandre Ier (roi de Serbie) en 1903, son père devient roi de Serbie et lui-même, âgé de 16 ans, prince héritier, mais en 1909, il est écarté de la succession au profit de son frère cadet, le futur Alexandre Ier de Yougoslavie, pour avoir battu à mort son valet de chambre.
Il participe aux guerres balkaniques et à la Première Guerre mondiale. Après la création de la première Yougoslavie, il entre en conflit avec son frère qui le fait arrêter en 1925. Il reste détenu jusqu'en 1941 où il est libéré par les Allemands.
Après la guerre, il est le seul membre de la famille royale à être autorisé à rester en Yougoslavie par le gouvernement communiste. Il se marie, mais n'a pas de postérité.